# Flaggenschändung
Als Flaggenschändung wird umgangssprachlich die Herabwürdigung oder Zerstörung, zum Beispiel durch Verbrennung, einer Fahne eines Staates oder Landes bezeichnet.
In vielen Ländern wird eine solche Tat unter Strafe gestellt. So ist zum Beispiel in Österreich im § 248 des Strafgesetzbuchs die „Herabwürdigung des Staates und seiner Symbole“ mit bis zu sechs Monaten Freiheitsstrafe, und in Deutschland im § 90a des Strafgesetzbuchs die „Verunglimpfung des Staates und seiner Symbole“ mit einer Freiheitsstrafe von bis zu drei Jahren bedroht.
In den USA hat seit 1995 ein entsprechender Gesetzesvorschlag (Flag Desecration Amendment) bei jeder Abstimmung die nötige Zweidrittelmehrheit im Repräsentantenhaus erhalten, scheiterte aber, sofern es zu einer Abstimmung kam, jedes Mal im Senat an den bestehenden Mehrheiten. Zuletzt geschah dies am 27. Juni 2006 mit einem Ergebnis von 66:34.